# Люнебах
Люнебах (нем. Lünebach) — община в Германии, в земле Рейнланд-Пфальц. 
Входит в состав района Айфель-Битбург-Прюм. Подчиняется управлению Арцфельд.  Население составляет 561 человек (на 31 декабря 2010 года). Занимает площадь 10,27 км².